# Édouard Wattelier
Édouard Wattelier (Chaumontel, 12 dicembre 1876 – Chaumontel, 18 settembre 1957) è stato un ciclista su strada e pistard francese, professionista dal 1896 al 1911.

## Carriera
Vinse la Bordeaux-Parigi nel 1902. Era un vero e proprio specialista della Parigi-Roubaix che concluse per sei volte nei primi dieci, pur senza mai riuscire a vincerla. Nel 1901 fu terzo alla Parigi-Tours mentre nel 1905 ottenne lo stesso piazzamento nella Parigi-Valenciennes.
Prese parte al primo Tour de France della storia in cui però si ritirò. Corse nove edizioni della Grande Boucle ottenendo come miglior risultato il settimo posto nel 1906.
Anche suo fratello Antony Eugène Wattelier fu un ciclista dell'epoca eroica del ciclismo.

## Palmarès
- 1898

Tolosa-Luchon-Tolosa
- 1902

Bordeaux-Parigi

## Piazzamenti

### Grandi Giri
- Tour de France

1903: ritirato
1905: ritirato
1906: 7º
1907: ritirato
1908: 28º
1909: ritirato
1911: ritirato

### Classiche monumento
- Parigi-Roubaix

1898: 3º
1901: 8º
1902: 2º
1903: 4º
1904: 4º
1905: 5º